# Nivelon de Bazoches
Pour les articles homonymes, voir Bazoches (homonymie).
Nivelon de Bazoches est évêque de Soissons de 1252 jusqu'à sa mort en 1262. Il est issu de la maison de Bazoches, une importante famille champenoise qui a donné de nombreux évêques à l’Église.

## Lignée
Il est le fils de Nicolas II, seigneur de Bazoches, et d'Agnès de Châtillon, ainsi que le neveu de deux anciens évêques de Soissons : Jacques de Bazoches et Gui de Château-Porcien, à qui il succède.
Ses deux frères aînés, Nicolas III de Bazoches et Robert de Bazoches, son successivement seigneur de Bazoches après la mort de leur père en 1234, tandis qu'il est destiné à une carrière ecclésiastique.

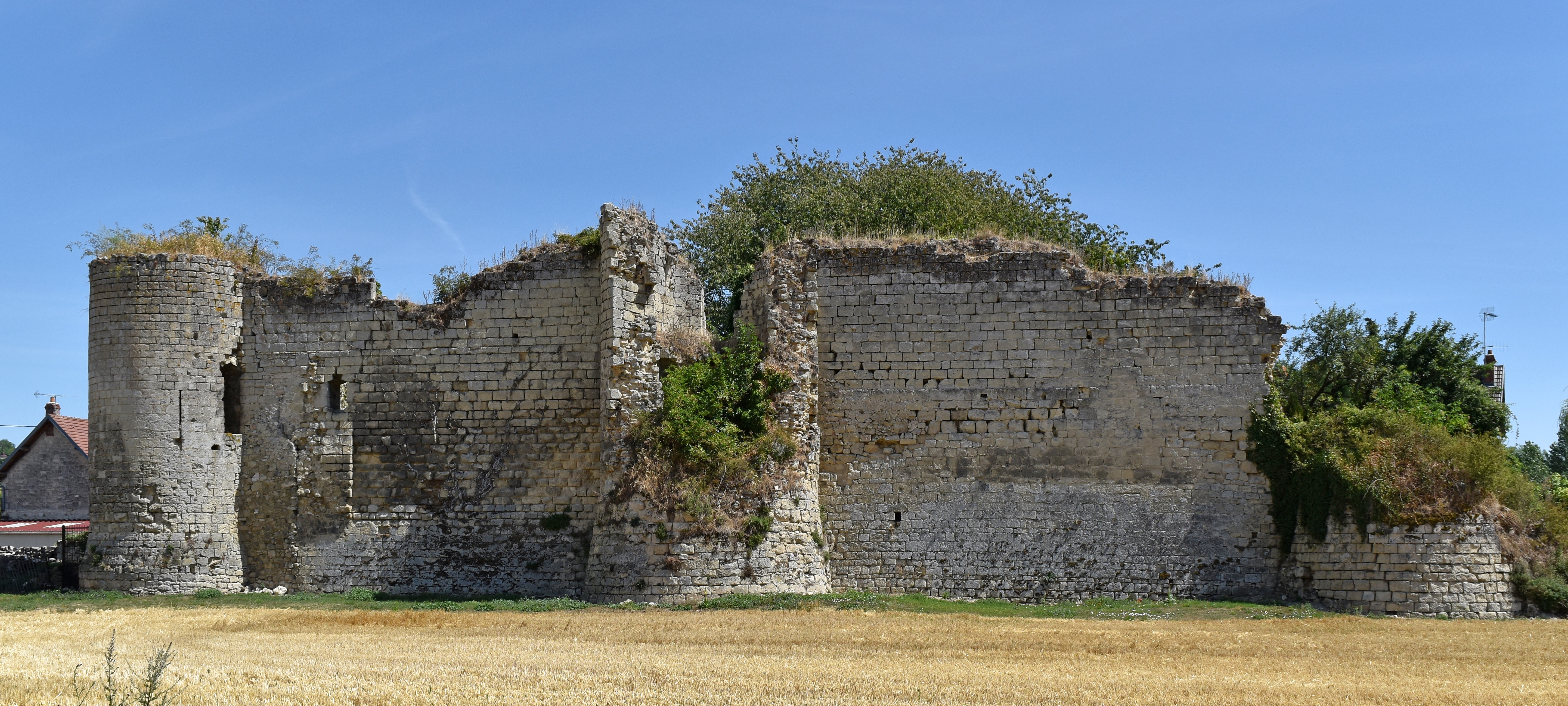
Ruines de l'ancien château de Bazoches-sur-Vesles.

## Carrière ecclésiastique
Il est cité en tant qu'archidiacre de Brie dans un document daté entre 1249 et 1252
Il est élu évêque de Soissons en 1252 après la mort de son oncle Gui de Château-Porcien et est confirmé dans ses fonctions par l'archevêque de Reims Thomas de Beaumetz la même année.
En 1253, il est chargé par le pape Innocent IV d'enquêter sur la présence des reliques de Saint-Éloi à la cathédrale de Noyon,.
En 1255, il fait le voyage à Constantinople d'où il aurait rapporté du Sang du Christ, dont il fait présent à Philippe de Namur en faveur de l'église de Saint-Aubin.
Il meurt en 1262 et est remplacé par son neveu Milon de Bazoches, fils de son frère aîné Robert de Bazoches,.

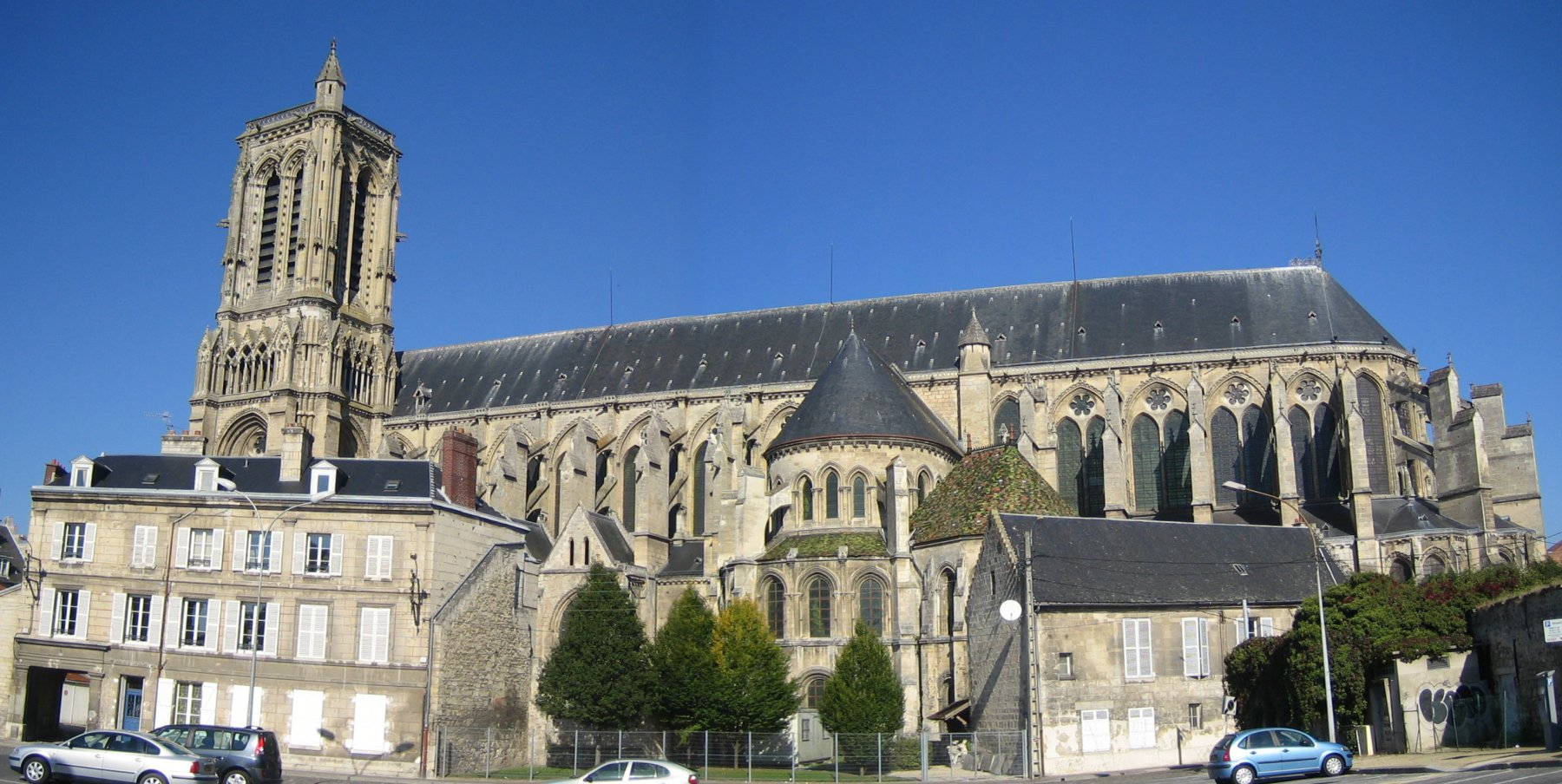
Côté Sud de la Cathédrale Saint-Gervais-et-Saint-Protais de Soissons.